# Felisberto Hernández
Felisberto Hernández (Montevidéu, 20 de outubro de 1902 - Montevidéu, 13 de janeiro de 1964) foi um escritor uruguaio.
Em 1926, passou a trabalhar como pianista num café de Montevidéu, iniciando sua longa carreira de concertista. Paralelamente, lançou quatro livros de contos.
Em 1942 vendeu o piano e abandonou a música. Esse gesto marcou uma época de intensa atividade literária lançando livros como Cavalo perdido, Por los tiempos de Clemente Colling e Nadíe encendia las lampadas. Em 1946 uma amigo lhe arranjou uma bolsa do governo francês e foi estudar em Paris. De 1948 a 1950, foi casado com a espiã soviética África de las Heras, sem ter conhecimento das reais atividades da esposa. Em 1948 voltou à Montevidéu, onde morou até falecer em 1964.
De fato o modo como o autor coloca objetos inanimados como personagens marcantes da história é algo inconfundível em sua obra. A maioria de seus contos é escrito em primeira pessoa, em geral por um narrador obsessivo que nos transporta para dentro de seus delírios, transpondo as barreiras entre o real e o fantástico, transformando o sonho numa realidade muito mais presente que as partes "realistas" de sua obra.
Autores como Julio Cortázar, Gabriel García Márquez e Italo Calvino se dizem influenciados por Hernandez, que é tido como um dos maiores escritores ainda desconhecidos da América Latina.

## Obras
- Fulano de tal (1925)
- Libro sin tapas (1928)
- La cara de Ana (1930)
- La envenenada (1931)
- Por los tiempos de Clemente Colling (1942)
- El caballo perdido (1943)
- Nadie encendía las lámparas (1947)
- La casa inundada (1960)
- Tierras de la memoria (inconclusa, 1960)
- Las hortensias (1966)
- Obras completas, México, Siglo XXI, 2008 (or. 1983), ISBN 978-968-23-1255-7. En tres volúmenes, recoge en el primer tomo cuentos inéditos de su primera etapa y, en el último, Diario de un sinvergüenza y Últimas innovaciones.